# Kato Masahiro
Masahiro Kato (sinh ngày 2 tháng 4 năm 1971) là một cầu thủ bóng đá người Nhật Bản.

## Sự nghiệp câu lạc bộ
Masahiro Kato đã từng chơi cho Yokohama Marinos.